# Chaetocnema obesa
Chaetocnema obesa är en skalbaggsart som först beskrevs av Anatole Auguste Boieldieu 1859.  Chaetocnema obesa ingår i släktet Chaetocnema, och familjen bladbaggar. Arten har ej påträffats i Sverige.